# マーティ・キーナート
マーティ・キーナート（Marty Kuehnert、1946年7月19日 - 2024年11月8日または11月9日）は、アメリカ合衆国カリフォルニア州ロサンゼルス出身のスポーツライター、評論家及びプロ野球チーム「東北楽天ゴールデンイーグルス」の初代ゼネラルマネージャー（GM）で社長補佐を務めた。

## 人物・経歴
スタンフォード大学政治学部出身。
1965年、スタンフォード大学在籍中に慶應義塾大学に特別交換留学生として初来日し、卒業後の1969年に再来日し、慶大インターナショナルセンター日本語コースを修了、以後日米を通じたスポーツビジネスに身をおく。
1972年にロッテオリオンズ子会社のA級カリフォルニアリーグ・ローダイ・オリオンズのゼネラルマネージャーを務めた後、1974年には太平洋クラブライオンズのフロントとして入団し、営業開発促進室室長としてファンサービスの原点を日本へ持ち込んだ。
日本人の妻を持ち、1974年にニューヨーク・タイムズ紙において、前年ヤクルトアトムズを退団したジョー・ペピトーンが物価の高さを主に日本を激しく批判する記事が載った際には、反論文をMLB全24球団とニューヨーク・タイムズ紙に送っている。
その後はスポーツライターとして日本とアメリカのスポーツ文化の違い、またアメリカ人の目で見た日本のスポーツ界の現況をレポートしている。また日本に当時存在しなかったアメリカンスタイルのスポーツバーを持ち込み経営した。その他、サンテレビプロ野球解説者（阪急ブレーブス戦）、関西テレビなどでの英語中継の実況アナウンス、テレビ東京『スポーツTODAY』のキャスター、毎日放送『世界まるごとHOWマッチ!!』のゲスト解答者なども務めた。1990年から1991年にかけて、シカゴ・ホワイトソックス傘下AA級バーミングハム・バロンズの社長となったこともある。
また、多くの外国人助っ人のエージェントも務め、現在もランディ・バースの代理人を務める。また、ベースボールカードビジネスも日本に紹介、ベースボールマガジンカード社の設立に加わる。
2004年10月、翌2005年からNPB・パシフィック・リーグに参入した新球団「東北楽天ゴールデンイーグルス（楽天野球団）」の初代ゼネラルマネージャー（GM）に就任した。しかし、参入初年度となった2005年4月後半、チームの負けが込み連敗が2桁になったことを理由に、4月29日付でGMを解任されて球団アドバイザーに降格となった。その後、2008年より球団社長補佐を務めた後、シニア・アドバイザーを務めた。
2005年に東北大学特任教授、2009年に仙台大学副学長兼教授に就任。
また2018年より、Bリーグに所属するプロバスケットボールチームである仙台89ersのオーナー代行兼シニアGMに就任した。
2024年11月8日、心不全のため、死去した。78歳没。訃報は同月10日に公表された。同年12月1日、仙台市内でお別れの会が行われ、関係者など約420人が参列した。

## その他
- 大事MANブラザーズバンドのCDアルバム「FOR THE KIDS」に収録されている「キボウ（FOR THE KIDS）」にて、冒頭の英文のナレーションを担当している。
- 2002年7月にパンチョ伊東（伊東一雄）が死去した際に、追悼文の中で「明らかにカツラだったが、死ぬまでその髪型を貫いた男」と評している。

## 関連情報

### テレビ出演
- 1985年 「スポーツTODAY」（テレビ東京）ニュースキャスター
- 1994年 「ヒーローズバー」（テレビ東京）司会
- 1998年 - 2002年 「ここがヘンだよ日本人」（TBSテレビ）ゲスト
- 2009年 「マーティーズバー」（BS日テレ）ホスト

#### ドラマ出演
- 2002年 「さくら」（日本放送協会連続テレビ小説）マイケル・ホフマン役
- 2004年 「新選組!」（NHK大河ドラマ）タウンゼント・ハリス役

### 著書
- 『ニッポン野球、一刀両断―外人選手170人の証言』1988年（石田パンリサーチ出版局、ISBN 4893520326）
- 『「YES」と言えなかった大リーガー - 来日ガイジン選手200人の告白』1991年（ベースボール・マガジン社）ISBN 4583028628
- 『愛すべき助っ人たち』 1998年（ベースボール・マガジン社）ISBN 4583035322
- 『スター選手はなぜ亡命するか - プロ野球もビッグバンを目指せ!』1997年（ベストセラーズ・ワニの本）ISBN 4584010331
- 『松井がジャイアンツを去る日 - このままではダメになる。日本スポーツ界への箴言、苦言。』[注 1]2001年（日本文化出版） ISBN 4890840540
- 『文武両道、日本になし - 世界の秀才アスリートと日本のど根性スポーツマン』2003年（早川書房） ISBN 4152084898
- 『スタンフォード流 議論に絶対負けない法 - 勝ちグセ”をつけるセオリー! 』2010年（イースト・プレス）ISBN 4781603440